# Hakob Tonoyani anvan Sowpergavat' 2008
La Hakob Tonoyani anvan Sowpergavat' 2008 è stata l'undicesima edizione della supercoppa armena di calcio.
L'incontro, che si giocò il 24 settembre 2008 nella capitale Erevan tra il P'yownik e il Banants, venne vinto dal P'yownik, al suo sesto titolo.

## Tabellino
| Arbitro: | Armen Amirxanyan |

|               |           |  |
| Voskanian 50’ | Marcatori |  |